# Hall-Gewehr

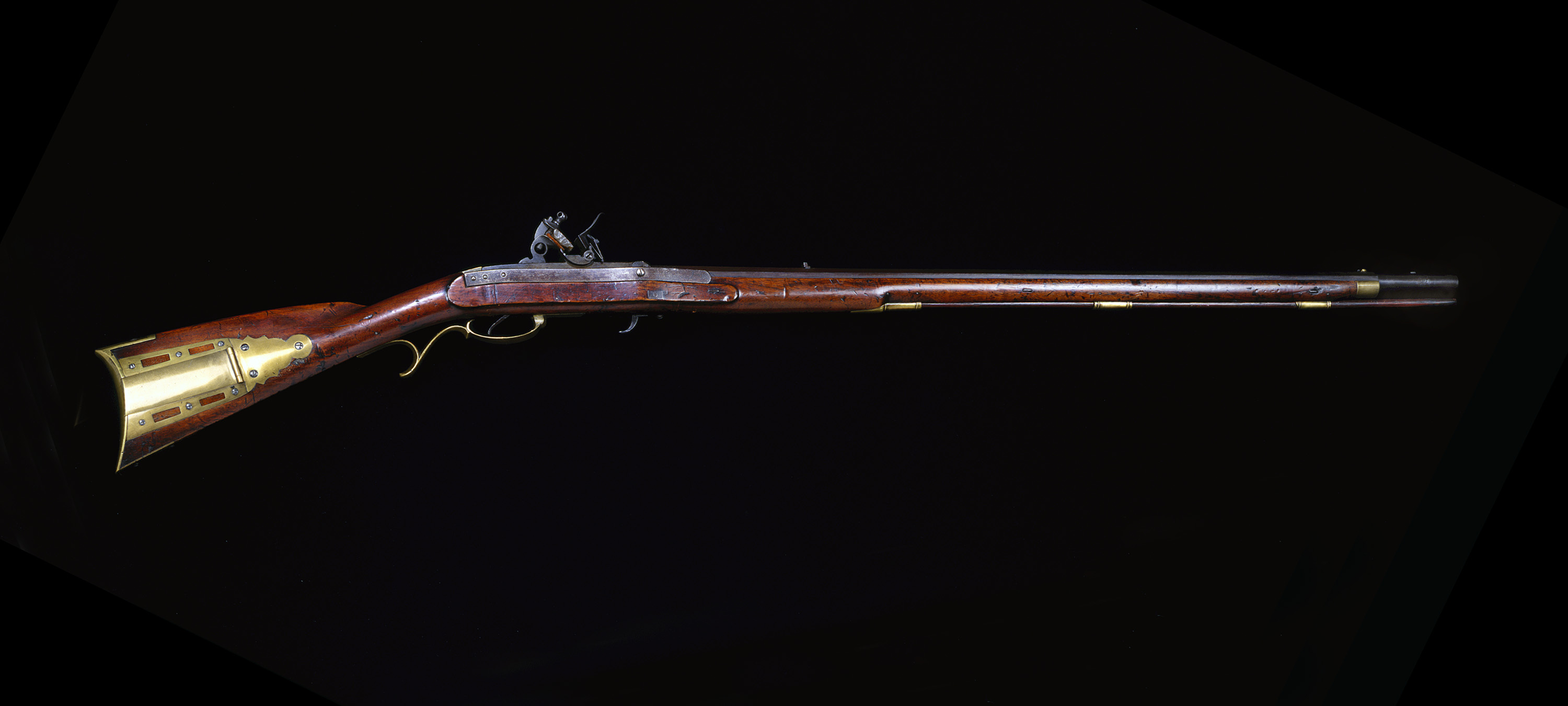
M1817 Hall Rifle (Vorserienmodell)

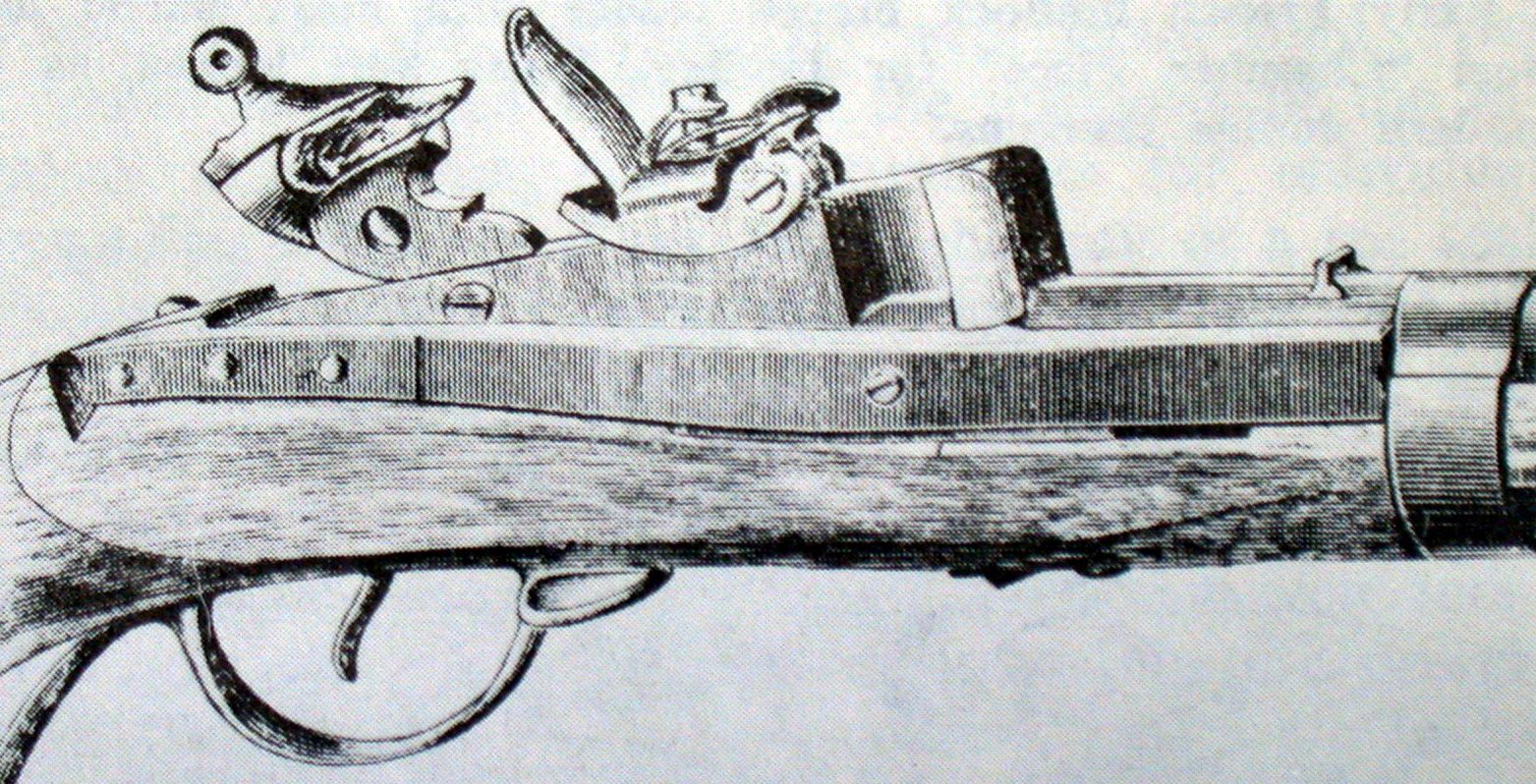
Hall-Gewehr mit Steinschloss und offenem Verschlussblock

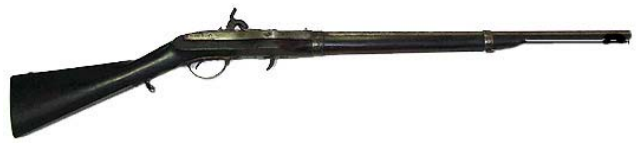
Hall-North Karabiner mit Perkussionsschloss

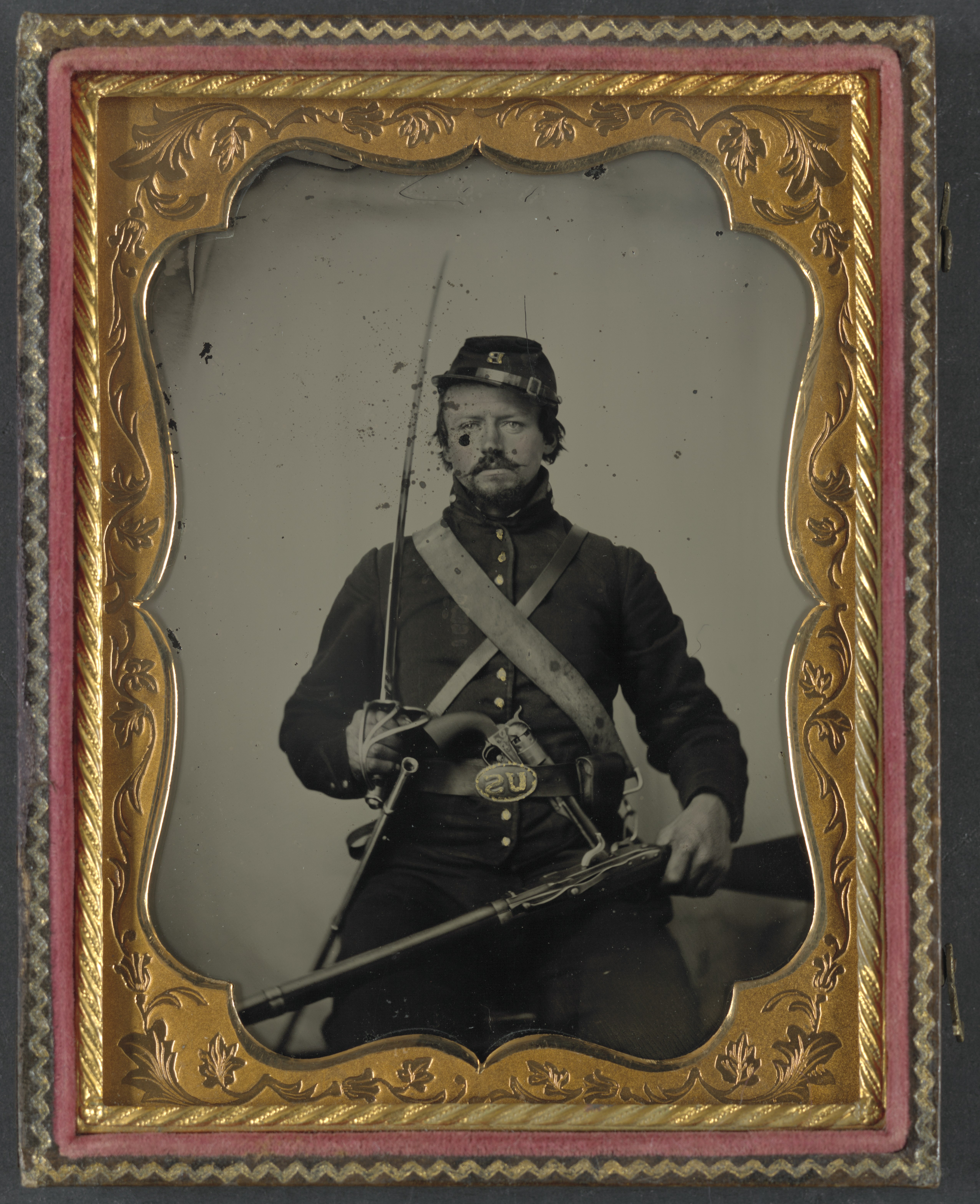
Hall-Gewehr im Sezessionskrieg

Das Hall-Gewehr war ein frühes einschüssiges Hinterladergewehr. Es wurde im Jahre 1811 von dem US-Amerikaner John Hancock Hall entwickelt und um 1819 in der United States Army eingeführt. Bis 1853 wurde es in verschiedenen Varianten produziert. Das fortschrittliche Gewehr wurde jedoch ausgemustert und durch konventionelle Musketen ersetzt.
Das Hall-Gewehr ist als technologischer Wegbereiter bekannt. Das Model 1819 war der erste gezogene Hinterlader, der als militärische Standardbewaffnung eingeführt wurde. Der Hall-North-Karabiner Modell 1833 war die erste militärische Waffe mit Perkussionsschloss. Doch die größte Wirkung hatte nicht das Gewehr an sich, sondern die Art, wie es produziert wurde. Beim Hall-Gewehr wurde zum ersten Mal ein konsequenter Austauschbau von Präzisionsteilen sogar über zwei Produktionsstätten erreicht. Der Austauschbau war eine Voraussetzung für das amerikanische Produktionssystem und somit ein wichtiger Baustein für die Industrielle Revolution.

## Geschichte
John H. Hall entwarf Anfang 1811 ein Hinterladergewehr. Es war nach dem gleichen Prinzip wie der um 1770 entwickelte Crespi-Hinterlader aufgebaut, aber es unterschied sich in der technischen Ausführung erheblich. Hall wusste zu dieser Zeit nichts von dem Crespi-Hinterlader bzw. noch früheren Vorgängern. Halls Konstruktion hatte einen scharniergelagerten Verschlussblock, der bei Betätigung eines Hebels nach oben herausklappte. Der Schütze befüllte die Pulverkammer des Verschlussblocks mit Schwarzpulver und drückte mit dem Daumen eine Kugel drauf. Danach drückte er gegen die Kraft einer Feder den Verschlussblock nach unten, bis dieser im Gehäuse einrastete. Da die Waffe zunächst ein Steinschloss hatte, musste noch die Pfanne mit Schwarzpulver befüllt werden. Interessanterweise konnte der Verschlussblock leicht herausgenommen werden; da sich das Schloss samt Abzug vollständig am Verschlussblock befand, konnte er als eine improvisierte Pistole zum Nahkampf verwendet werden. Nicht wenige Soldaten nutzen diese Möglichkeit zur Selbstverteidigung, wenn sie dienstfrei oder Urlaub hatten. Um den Verschlussblock besser halten zu können, fertigten einige Soldaten spezielle Holzgriffe an.
Das Patent vom 21. Mai 1811 teilte sich Hall mit William Thornton, dem Superintendenten des United States Patent Office, der ihn dazu genötigt hatte. Mit sechs bis acht Arbeitern begann Hall sein Gewehr im kleinen Maßstab zu produzieren und an Privatleute verkaufen. Der 1812 ausgebrochene Britisch-Amerikanische Krieg bescherte ihm einige Aufträge. Doch das reichte bei weitem nicht, um die Kosten zu decken. Deshalb versuchte Hall sein Patent an die US-Regierung zu verkaufen. Das Ordnance Departement (zuständig für Wehrmaterialbeschaffung) nahm zwischen Dezember 1813 und November 1814 nur acht Stück für Untersuchungszwecke an. Im Dezember 1816 folgte ein Auftrag über 100, den Hall im November 1817 erfüllte. Dieser kleine Auftrag erlaubte ihm aber nicht in eine industrielle Produktion zu investieren.
Hall beteuerte gegenüber dem Ordnance Corps, dass Skaleneffekte in der Massenproduktion durch Austauschbau zu erwarten sind. Im März 1818 bot ihm das Ordnance Corps an die neuen Produktionsmethoden in der staatlichen Waffenfabrik Harpers Ferry Armory in einer teilweise selbstständigen Gewehrfabrik (Rifle Works) einzuführen und das Gewehr zu produzieren.
Hall benötigte fünf Jahre, um die für Massenproduktion nötigen Werkzeugmaschinen herzustellen. Als die Nachfrage nach den Waffen größer wurde, gab das Ordnance Department 1834 einen weiteren Produktionsauftrag an Simeon North in Middletown (Connecticut). North stellte zunächst Karabiner für die neu aufgestellten Dragoner (berittene Infanterie) her. Die North-Waffen waren Karabiner; sie hatten glatte Läufe und ein Perkussionsschloss. Sie hatten ein innovatives integriertes Bajonett, eine Seite des Ladestocks war spitz und konnte herausgezogen werden. Die Karabiner waren für Reiter angepasst, die Waffen waren deutlich kürzer und leichter. Das Kaliber der Karabiner war größer als das der Gewehre; die Reiterei kämpfte auf kurze Distanzen und verwendete eine kombinierte Ladung aus Geschoss und Schrot. Das größere Kaliber eignete sich besser für diese Ladung. Somit waren die Karabiner auf kürzere Distanzen effektiver, aber auf längere Distanzen ungenauer. Viele Optimierungen betrafen vor allem den Verschlusshebel, damit die Benutzung auf dem Pferd möglichst einfach gemacht werden konnte. In den nächsten Jahren wurden die Waffen an zwei Standorten als verschiedene Modelle produziert.
Die Waffen wurden von der United States Army in verschiedenen Indianerkriegen wie dem Black-Hawk-Krieg (1832) oder dem Zweiten Seminolenkrieg (1836) sowie im Mexikanisch-Amerikanischen Krieg (1846–1848) verwendet.
Die verschiedenen Kaliber in parallel genutzten Waffen stifteten Verwirrung und so wurden manche Waffen mit zu viel Schwarzpulver geladen, was zu Beschädigungen am Schaft führte. Generell hatten Halls Waffen Probleme mit dem gasdichten Abschluss zwischen Verschlussblock und Lauf. Die am Verschlussblock heraustretenden heißen Gase konnten den Schützen gefährden, insbesondere wenn der Verschlussblock durch Schussabgaben abgenutzt war. Das Problem der mangelhaften Gasdichtigkeit betraf auch andere Hinterlader dieser Zeit und eine zufriedenstellende Liderung konnte erst mit der Metallpatrone erreicht werden.
Obwohl die Hall-Waffen im Mexikanisch-Amerikanischen Krieg gute Leistungen gezeigt hatten, entschied die Regierung diese durch Vorderlader zu ersetzen. Die Produktion in Harpers Ferry und Middletown endete 1853; die Waffen wurden vom Dienst abgezogen und eingelagert. Mitte der 1850er stellte das Ordnance Department die Infanteriebewaffung auf das Minié-Geschoss um. Dieses bot die Vorteile eines gezogenen Laufs bei einem bewährten Vorderlader-System. Die eigentlich schon ausgemusterten Hall-Waffen wurden dann noch im Sezessionskrieg auf beiden Seiten genutzt.

## Modelle
| Modell                                     | Hersteller | Produktionszeitraum              | Anzahl | Kaliber       | Lauflänge | Lauftyp | Schloss            |
| ------------------------------------------ | --- | -------------------------------- | ------ | ------------- | --------- | ------- | ------------------ |
| Model 1819 Hall Steinschlossgewehr         | Hall und Harpers Ferry Armory | 1817, 1819, 1823-24, und 1827-40 | 19.680 | .52 (1,32 cm) | 83 cm     | gezogen | Steinschloss       |
| Model 1819 Hall Steinschlossgewehr         | Etwa 4 cm des Laufs sind an der Mündung als Glattrohr, d. h. ohne Züge, ausgeführt. Das sollte das konventionelle Laden von vorne erleichtern, sollte dieses erforderlich sein. Ladestock aus Stahl. Das Korn der Visierung dient als Befestigung für das aufpflanzbare Bajonett. Eine größere Anzahl dieser Gewehre befand sich beim Ausbruch des Sezessionskriegs in verschiedenen Arsenalen der Südstaaten. Diese Gewehre wurden auf Perkussionszündung umgestellt. |                                  |        |               |           |         |                    |
| Model 1841 Hall Perkussionsgewehr          | Harpers Ferry Armory | 1841–1842                        | 4.213  | .52 (1,32 cm) | 83 cm     | gezogen | Perkussionsschloss |
| Model 1841 Hall Perkussionsgewehr          | Die Dimensionen sind größtenteils mit dem Model 1819 identisch. Außer dem Perkussionsschloss gibt es einige unterschiedliche Details wie: andere Form des Verschlussblockhebels, die Züge im Lauf reichen bis zur Mündung; fehlender Metallbügel am Griff. Etwa zwei Drittel der Gewehre wurden bei einem Brand im Arsenal im Jahre 1861 vernichtet. |                                  |        |               |           |         |                    |
| Model 1833 Hall-North Perkussionskarabiner | Simeon North | 1834-39                          | 7.163  | .52 und .58   | 66 cm     | glatt   | Perkussionsschloss |
| Model 1833 Hall-North Perkussionskarabiner | Änderungen am Verschlussblockhebel. Ladestock, welcher auch als integriertes Bajonett fungiert. Hinterschaft mit Aushöhlung, um dort Werkzeug unterzubringen. |                                  |        |               |           |         |                    |
| Model 1836 Hall Perkussionskarabiner       | Harpers Ferry Armory | 1837-40                          | 2.020  | .64           | 58 cm     | glatt   | Perkussionsschloss |
| Model 1836 Hall Perkussionskarabiner       | Sehr ähnlich zum Model 1833. Ladestock, welcher auch als integriertes Bajonett fungiert. |                                  |        |               |           |         |                    |
| Model 1840 Hall-North Perkussionskarabiner | Simeon North | 1840-43                          | 6.501  | .52           | 53 cm     | glatt   | Perkussionsschloss |
| Model 1840 Hall-North Perkussionskarabiner | Sehr ähnlich zum Model 1833, aber ohne integriertes Bajonett und mit Änderungen am Verschlussblockhebel. |                                  |        |               |           |         |                    |
| Model 1842 Hall Perkussionskarabiner       | Harpers Ferry Armory | 1842-43                          | 1.001  | .52           | 53 cm     | glatt   | Perkussionsschloss |
| Model 1842 Hall Perkussionskarabiner       | Verschlussblock wie bei späten Varianten des Model 1840. Beschläge aus Messing im Gegensatz zu allen andern Hall-Gewehr die aus Stahl waren. |                                  |        |               |           |         |                    |
| Model 1843 Hall-North Perkussionskarabiner | Simeon North | 1844-53                          | 10.500 | .52           | 53 cm     | glatt   | Perkussionsschloss |
| Model 1843 Hall-North Perkussionskarabiner | Im Gegensatz zu allen anderen Hall-Waffen, hatte dieses Modell einen Verschlussblockhebel der nicht unterhalb, sondern seitlich (wie ein Kammerstängel) angebracht war und mit dem Daumen betätigt werden konnte. Zu Beginn des Sezessionskrieges befanden sich 5000 ausgemusterte Stück des Models 1843 im U.S. Arsenal in New York. Im August 1861 wurde sie zum Gegenstand eines Beschaffungsskandals welcher vom J. P. Morgan finanziert wurde. Die Glattrohrwaffen wurden im Arsenal in New York City für $3.50 pro Stück gekauft, vom bekannten New Yorker Büchsenmacher W.W. Marston auf Kaliber .58 aufgebohrt sowie mit Zügen versehen und dann den U.S. Truppen von General John C. Frémont in St. Louis überteuert für $22.00 verkauft. Der Skandal war auch ein Grund warum Frémont von seinem Kommando abberufen wurde; allen anderen Beteiligten konnte man nichts Unrechtes nachweisen. |                                  |        |               |           |         |                    |

## Jagdwaffen, zivile Fertigung
Von 1811 bis ca. 1818 wurden unter John H. Hall in Portland, etwa 150 Jagdwaffen in Kalibern zwischen .32 und .52 Inch mit Achtkantläufen, Lauflängen 29 bis 35 Inches hergestellt. Für die Vollschäftung wurde Ahornholz verwendet.